# Daniel Giraud Elliot
Pour les articles homonymes, voir Elliott.
Daniel Giraud Elliot, né le 7 mars 1835 à New York et mort dans la même ville le 22 décembre 1915, est un zoologiste américain.

## Biographie
En 1856-1857, il voyage en Europe où il étudie la zoologie. Il se consacre particulièrement aux mammifères et publie, en 1859, son premier article scientifique dans la revue The Ibis. Son œuvre scientifique lui vaut rapidement la reconnaissance internationale.
Elliot est l'un des créateurs de l'American Museum of Natural History de New York (1887) et de l'American Ornithologists' Union dont il assure la présidence de 1890 à 1892. Il est aussi le conservateur des collections de zoologie du Field Museum de Chicago (1894). Il participera à l'activité de nombreuses sociétés savantes étrangères notamment à la création de la Société zoologique de France.
Les livres d'Elliot sont souvent somptueusement illustrés. Il emploie notamment Joseph Wolf et Joseph Smit, tous les deux ayant précédemment travaillé pour John Gould. Il publie A Monograph of the Phasianidae (Family of the Pheasants) (en 1870-1872), A Monograph of the Paradiseidae or Birds of Paradise (en 1873), A Monograph of the Felidae or Family of Cats (en 1878) et Review of the Primates (en 1913). Sa monographie sur les Phasianidae est considérée comme l'un de ses meilleurs travaux. Seuls 118 exemplaires furent publiés. Elle est illustrée par 81 lithographies signées J. Wolf et J. Smit, mises en couleur par J.D. White.
Il organise une expédition en Afrique centrale en mars 1896 pour y récolter des spécimens pour les collections du muséum de New York. Durant l'été 1898, il conduit personnellement une expédition scientifique dans les monts Olympe au nord-ouest de Washington et rapporte 500 spécimens de mammifères.